# Comuna Pohrebî, Drabiv
Pohrebî (în ucraineană Погреби) este o comună în raionul Drabiv, regiunea Cerkasî, Ucraina, formată din satele Hai și Pohrebî (reședința).

## Demografie
Componența lingvistică a comunei Pohrebî
     Ucraineană (98,94%)
     Alte limbi (0,98%)
Conform recensământului din 2001, majoritatea populației comunei Pohrebî era vorbitoare de ucraineană (98,94%), existând în minoritate și vorbitori de alte limbi.